# Thaicom 6
Thaicom 6 — геостационарный спутник связи, принадлежащий таиландскому спутниковому оператору, компании Thaicom. Спутник предназначен для предоставления телекоммуникационных услуг странам Юго-Восточной Азии и Африки. Часть мощностей спутника, покрывающая страны Африки представлена под брендом Africom 1.
Располагается на орбитальной позиции 78,5° восточной долготы в соседстве со спутником Thaicom 5.
Запущен 6 января 2014 года ракетой-носителем Falcon 9 v1.1.

## Аппарат
Построен на базе космической платформы GEO STAR-2.3 компанией Orbital Sciences Corporation. Электроснабжение обеспечивают два крыла солнечных батарей и литий-ионные аккумуляторные батареи. Мощность спутника — 3,7 кВт. Орбитальное маневрирование осуществляется с помощью гидразиновых двигателей малой тяги. Выход на точку стояния осуществляется с помощью двигателя BT-4 японской компании IHI Aerospace, с тягой 450 Н, работающий на смеси монометилгидразина и тетраоксида диазота. На аппарат установлены 2 раскладываемых отражателя размерами 2,5 х 2,7 метров и 2,3 метра, а также фиксированная 1,4-метровый отражатель. Ожидаемый срок службы — 15 лет. Стартовая масса спутника составляет 3325 кг.

### Транспондеры
На спутник установлены 12 активных транспондеров C-диапазона емкостью 36 МГц и 8 транспондеров Ku-диапазона (два — 54 МГц и шесть — 36 МГц).
Ещё шесть активных транспондеров C-диапазона емкостью 72 МГц зафиксированы под бредом Africom 1.

### Покрытие
Спутник Thaicom 6 будет обеспечивать телекоммуникационные услуги потребителям стран Юго-Восточной Азии и Африки (включая Мадагаскар). Основной задачей спутника будет предоставление непосредственного спутникового вещания (Direct-to-Home) для Таиланда.

## Запуск
Второй запуск коммерческого спутника на геопереходную орбиту для компании SpaceX.
Запуск спутника Thaicom 6 состоялся в 22:06 UTC 6 января 2014 года ракетой-носителем Falcon 9 v1.1 со стартового комплекса SLC-40 на мысе Канаверал. Через 9 минут после запуска вторая ступень вышла на промежуточную орбиту 193 х 497 км, 27,7°. Через 18 минут фазы свободного полёта был осуществлён повторный запуск двигателя второй ступени и спутник выведен на суперсинхронную геопереходную орбиту с параметрами близкими к целевой орбите 295 x 90 000 км, 22,5°.

## Галерея

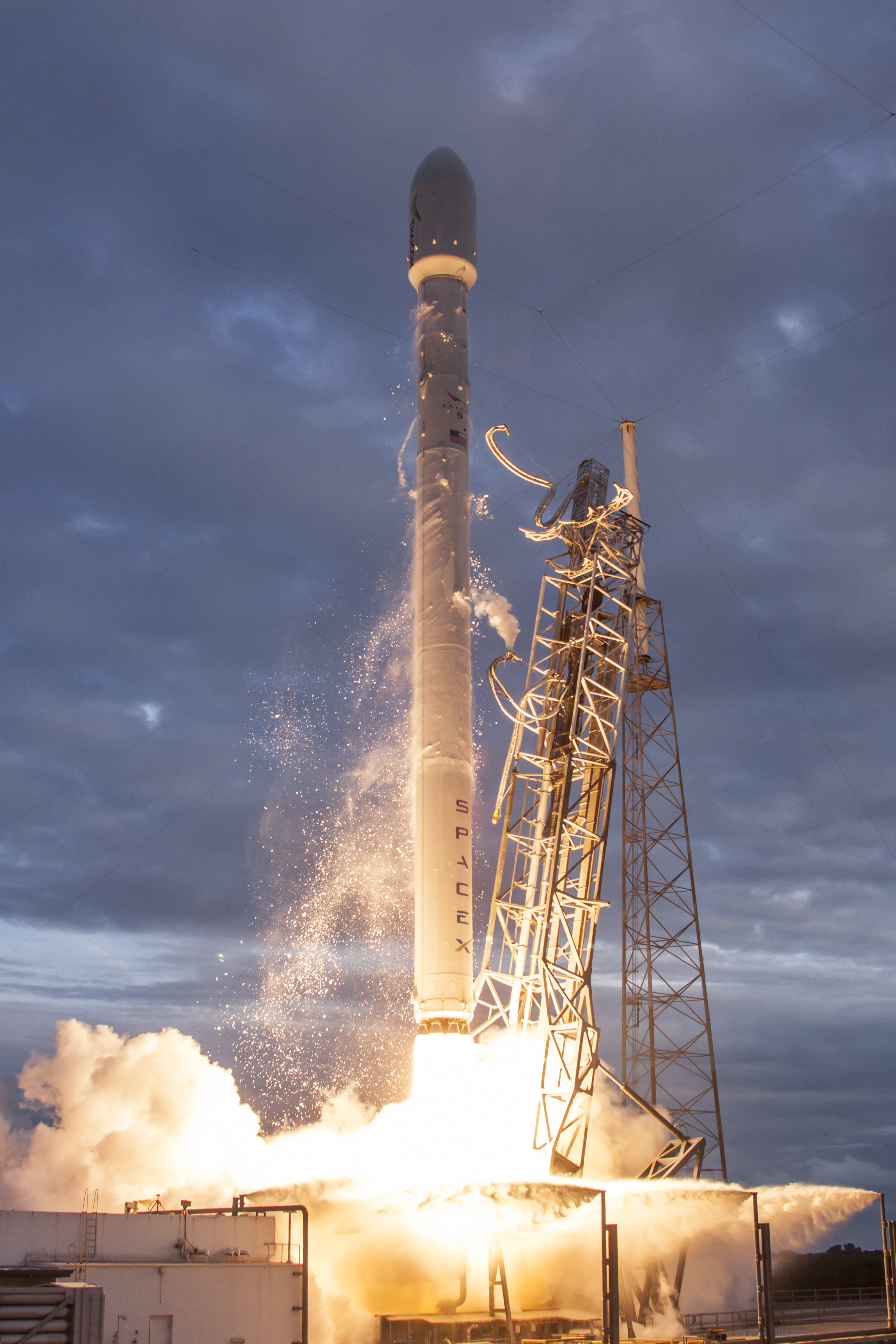
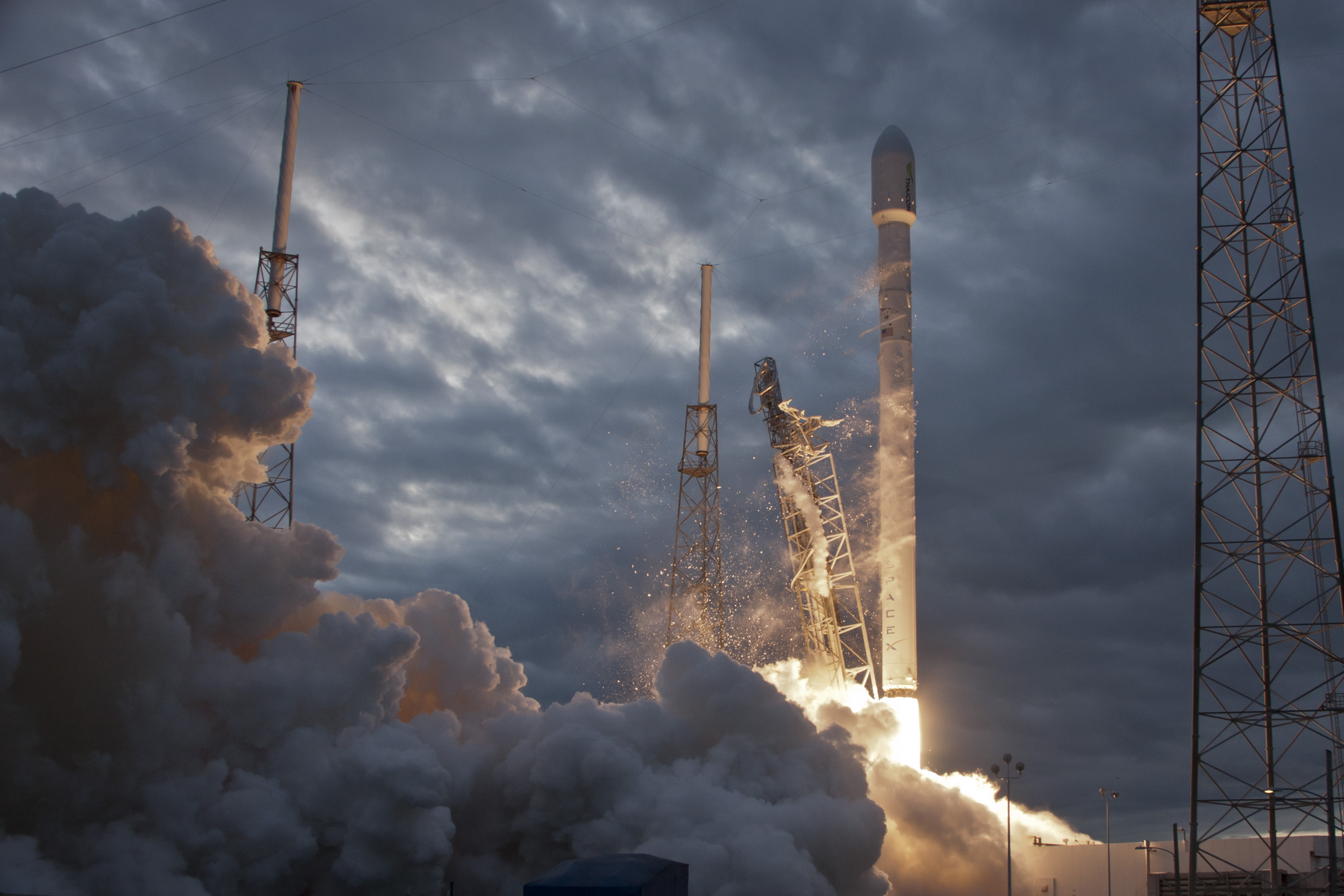
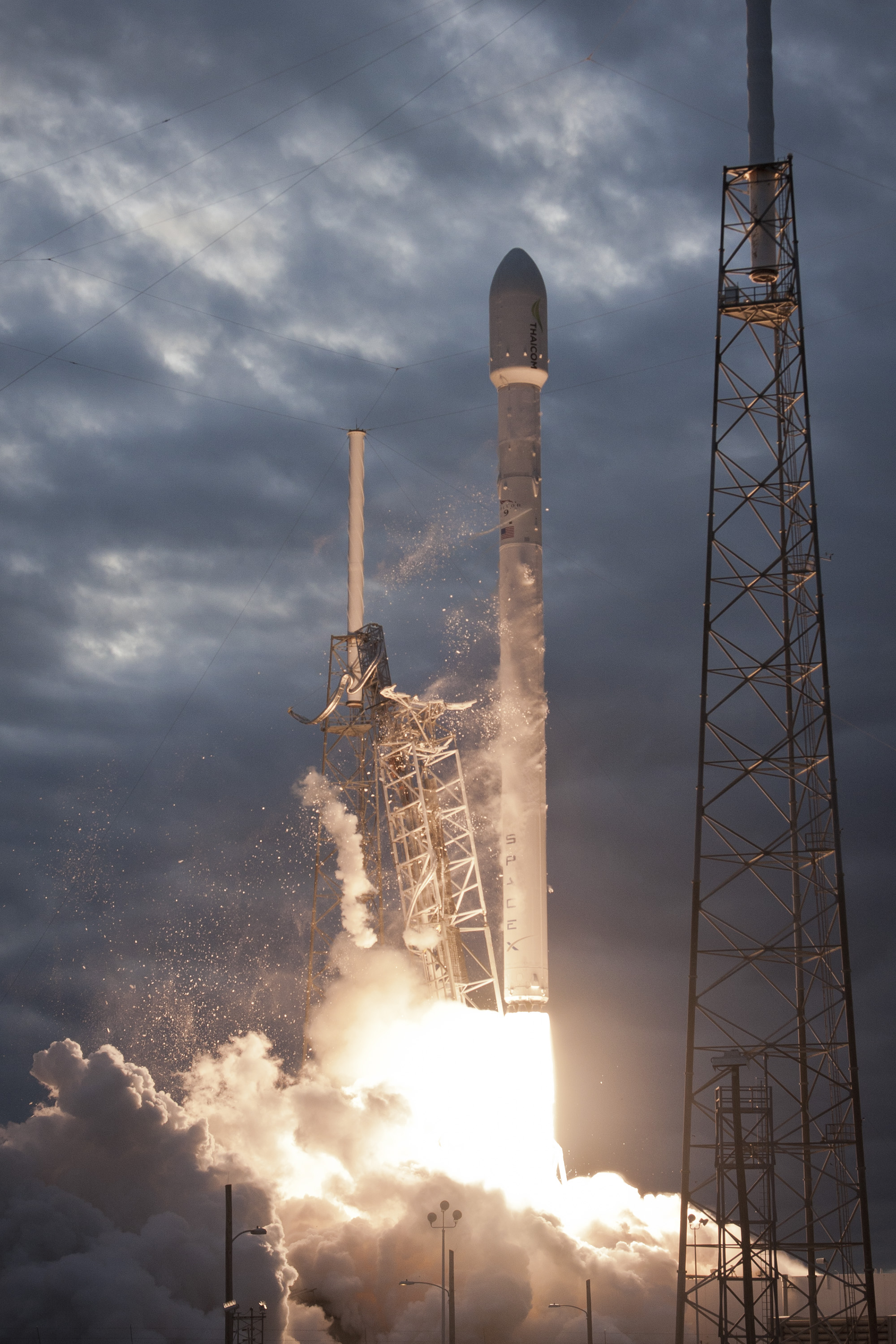